# Élections régionales de 2021 à Fès-Meknès

Carte de la région.

Les élections régionales à Fès-Meknès se déroulent le 8 septembre 2021.

## Résultats

### Global
|                          | Rassemblement national des indépendants (RNI) | 263 751   | 28,36 | 21 | 15 |  |  |  |
|                          | Parti de l'Istiqlal (PI)                      | 168 899   | 18,16 | 14 | 1  |  |  |  |
|                          | Parti authenticité et modernité (PAM)         | 156 672   | 16,85 | 11 | 2  |  |  |  |
|                          | Mouvement populaire (MP)                      | 91 889    | 9,88  | 7  | 2  |  |  |  |
|                          | Parti du progrès et du socialisme (PPS)       | 63 756    | 6,86  | 6  | 5  |  |  |  |
|                          | Union socialiste des forces populaires (USFP) | 59 629    | 6,41  | 3  | 2  |  |  |  |
|                          | Union constitutionnelle (UC)                  | 25 333    | 2,72  | 3  | 1  |  |  |  |
|                          | Parti de la justice et du développement (PJD) | 37 112    | 3,99  | 2  | 20 |  |  |  |
|                          |                                               |           |       |    |    |  |  |  |
| Total                    | Total                                         | 930 048   | 100   |    |    |  |  |  |
| Abstentions              | Abstentions                                   | 854 388   | 47,88 |    |    |  |  |  |
| Inscrits / Participation | Inscrits / Participation                      | 1 784 436 | 52,12 |    |    |  |  |  |

### Par préfecture et province

#### Boulemane
| Parti                    | Parti                                         | Suffrage | Suffrage | Sièges | Sièges |
| Parti                    | Parti                                         | #        | %        | #      | %      |
| ------------------------ | --------------------------------------------- | -------- | -------- | ------ | ------ |
|                          | Rassemblement national des indépendants (RNI) | 30 230   | 42,12    | 2      | 40,00  |
|                          | Mouvement populaire (MP)                      | 9 875    | 13,76    | 2      | 40,00  |
|                          | Parti du progrès et du socialisme (PPS)       | 9 003    | 12,54    | 1      | 20,00  |
|                          | Parti de l'Istiqlal (PI)                      | 8 566    | 11,93    |        |        |
|                          | Parti authenticité et modernité (PAM)         | 6 928    | 9,65     |        |        |
|                          | Alliance de la fédération de gauche (AGD)     | 4 629    | 6,45     |        |        |
|                          | Parti de la justice et du développement (PJD) | 1 230    | 1,71     |        |        |
|                          | Union socialiste des forces populaires (USFP) | 861      | 1,20     |        |        |
|                          | Parti socialiste unifié (PSU)                 | 283      | 0,39     |        |        |
|                          | Front des forces démocratiques (FFD)          | 168      | 0,23     |        |        |
|                          |                                               |          |          |        |        |
| Total                    | Total                                         | 71 773   | 100,00   |        |        |
| Abstentions              | Abstentions                                   | 23 228   | 24,45    |        |        |
| Inscrits / Participation | Inscrits / Participation                      | 95 001   | 75,55    |        |        |

#### El Hajeb
| Parti                    | Parti                                                       | Suffrage | Suffrage | Sièges | Sièges |
| Parti                    | Parti                                                       | #        | %        | #      | %      |
| ------------------------ | ----------------------------------------------------------- | -------- | -------- | ------ | ------ |
|                          | Parti de l'Istiqlal (PI)                                    | 27 158   | 33,12    | 2      | 40,00  |
|                          | Rassemblement national des indépendants (RNI)               | 21 682   | 26,44    | 2      | 40,00  |
|                          | Parti du progrès et du socialisme (PPS)                     | 10 841   | 13,22    | 1      | 20,00  |
|                          | Parti authenticité et modernité (PAM)                       | 6 650    | 8,11     |        |        |
|                          | Mouvement populaire (MP)                                    | 5 292    | 6,45     |        |        |
|                          | Union socialiste des forces populaires (USFP)               | 3 982    | 4,86     |        |        |
|                          | Parti de la justice et du développement (PJD)               | 3 822    | 4,66     |        |        |
|                          | Parti socialiste unifié (PSU)                               | 884      | 1,08     |        |        |
|                          | Mouvement démocratique et social (MDS)                      | 766      | 0,93     |        |        |
|                          | Parti de l'environnement et du développement durable (PEDD) | 656      | 0,80     |        |        |
|                          | Union constitutionnelle (UC)                                | 276      | 0,34     |        |        |
|                          |                                                             |          |          |        |        |
| Total                    | Total                                                       | 82 009   | 100,00   |        |        |
| Abstentions              | Abstentions                                                 | 35 130   | 29,99    |        |        |
| Inscrits / Participation | Inscrits / Participation                                    | 117 139  | 70,01    |        |        |

#### Fès
| Parti                    | Parti                                         | Suffrage | Suffrage | Sièges | Sièges |
| Parti                    | Parti                                         | #        | %        | #      | %      |
| ------------------------ | --------------------------------------------- | -------- | -------- | ------ | ------ |
|                          | Rassemblement national des indépendants (RNI) | 24 938   | 24,61    | 3      | 25,00  |
|                          | Parti de l'Istiqlal (PI)                      | 15 181   | 14,98    | 2      | 16,66  |
|                          | Parti authenticité et modernité (PAM)         | 13 199   | 13,03    | 2      | 16,66  |
|                          | Front des forces démocratiques (FFD)          | 12 874   | 12,70    | 2      | 16,66  |
|                          | Parti de la justice et du développement (PJD) | 9 962    | 9,83     | 1      | 8,33   |
|                          | Union socialiste des forces populaires (USFP) | 8 486    | 8,37     | 1      | 8,33   |
|                          | Parti du progrès et du socialisme (PPS)       | 4 532    | 4,47     | 1      | 8,33   |
|                          | Mouvement populaire (MP)                      | 4 273    | 4,22     |        |        |
|                          | Parti socialiste unifié (PSU)                 | 2 745    | 2,71     |        |        |
|                          | Alliance de la fédération de gauche (AGD)     | 2 042    | 2,02     |        |        |
|                          | Union constitutionnelle (UC)                  | 1 676    | 1,65     |        |        |
|                          | Parti des Néo-Démocrates (PND)                | 1 017    | 1,00     |        |        |
|                          | Parti de la réforme et du développement (PRD) | 300      | 0,30     |        |        |
|                          | Parti travailliste (PT)                       | 109      | 0,11     |        |        |
|                          |                                               |          |          |        |        |
| Total                    | Total                                         | 101 334  | 100,00   |        |        |
| Abstentions              | Abstentions                                   | 263 308  | 72,21    |        |        |
| Inscrits / Participation | Inscrits / Participation                      | 364 642  | 27,79    |        |        |

#### Ifrane
| Parti                    | Parti                                         | Suffrage | Suffrage | Sièges | Sièges |
| Parti                    | Parti                                         | #        | %        | #      | %      |
| ------------------------ | --------------------------------------------- | -------- | -------- | ------ | ------ |
|                          | Rassemblement national des indépendants (RNI) | 20 038   | 38,54    | 2      | 40,00  |
|                          | Mouvement populaire (MP)                      | 17 129   | 32,95    | 2      | 40,00  |
|                          | Parti de l'Istiqlal (PI)                      | 8 602    | 16,55    | 1      | 20,00  |
|                          | Parti authenticité et modernité (PAM)         | 1 615    | 3,11     |        |        |
|                          | Parti de la justice et du développement (PJD) | 1 216    | 2,34     |        |        |
|                          | Mouvement démocratique et social (MDS)        | 925      | 1,78     |        |        |
|                          | Union socialiste des forces populaires (USFP) | 894      | 1,72     |        |        |
|                          | Parti du progrès et du socialisme (PPS)       | 803      | 1,54     |        |        |
|                          | Parti des Néo-Démocrates (PND)                | 357      | 0,69     |        |        |
|                          | Parti de l'équité (PRE)                       | 351      | 0,68     |        |        |
|                          | Union marocaine pour la démocratie (UMD)      | 58       | 0,11     |        |        |
|                          |                                               |          |          |        |        |
| Total                    | Total                                         | 51 988   | 100,00   |        |        |
| Abstentions              | Abstentions                                   | 29 883   | 36,50    |        |        |
| Inscrits / Participation | Inscrits / Participation                      | 81 871   | 63,50    |        |        |

#### Meknès
| Parti                    | Parti                                                       | Suffrage | Suffrage | Sièges | Sièges |
| Parti                    | Parti                                                       | #        | %        | #      | %      |
| ------------------------ | ----------------------------------------------------------- | -------- | -------- | ------ | ------ |
|                          | Parti de l'Istiqlal (PI)                                    | 29 529   | 22,75    | 3      | 25,00  |
|                          | Rassemblement national des indépendants (RNI)               | 28 055   | 21,61    | 3      | 25,00  |
|                          | Mouvement populaire (MP)                                    | 21 290   | 16,40    | 2      | 16,66  |
|                          | Union constitutionnelle (UC)                                | 12 685   | 9,77     | 2      | 16,66  |
|                          | Parti authenticité et modernité (PAM)                       | 10 618   | 8,18     | 1      | 8,33   |
|                          | Parti de la justice et du développement (PJD)               | 7 439    | 5,73     | 1      | 8,33   |
|                          | Union socialiste des forces populaires (USFP)               | 3 731    | 2,87     |        |        |
|                          | Parti socialiste unifié (PSU)                               | 3 136    | 2,42     |        |        |
|                          | Parti du progrès et du socialisme (PPS)                     | 2 310    | 1,78     |        |        |
|                          | Mouvement démocratique et social (MDS)                      | 1 816    | 1,40     |        |        |
|                          | Alliance de la fédération de gauche (AGD)                   | 1 775    | 1,37     |        |        |
|                          | Front des forces démocratiques (FFD)                        | 1 578    | 1,22     |        |        |
|                          | Parti du centre social (PCS)                                | 1 192    | 0,92     |        |        |
|                          | Parti de l'environnement et du développement durable (PEDD) | 1 004    | 0,77     |        |        |
|                          | Parti de l'équité (PRE)                                     | 809      | 0,62     |        |        |
|                          | Parti démocratique de l'indépendance (PDI)                  | 752      | 0,58     |        |        |
|                          | Parti des Néo-Démocrates (PND)                              | 745      | 0,57     |        |        |
|                          | Parti de la réforme et du développement (PRD)               | 544      | 0,42     |        |        |
|                          | Parti travailliste (PT)                                     | 433      | 0,33     |        |        |
|                          | Parti de la renaissance et de la vertu (PRV)                | 385      | 0,30     |        |        |
|                          |                                                             |          |          |        |        |
| Total                    | Total                                                       | 129 826  | 100,00   |        |        |
| Abstentions              | Abstentions                                                 | 216 931  | 62,56    |        |        |
| Inscrits / Participation | Inscrits / Participation                                    | 346 757  | 37,44    |        |        |

#### Moulay Yaâcoub
| Parti                    | Parti                                         | Suffrage | Suffrage | Sièges | Sièges |
| Parti                    | Parti                                         | #        | %        | #      | %      |
| ------------------------ | --------------------------------------------- | -------- | -------- | ------ | ------ |
|                          | Parti authenticité et modernité (PAM)         | 18 213   | 32,75    | 2      | 40,00  |
|                          | Rassemblement national des indépendants (RNI) | 14 547   | 26,16    | 2      | 40,00  |
|                          | Parti de l'Istiqlal (PI)                      | 10 337   | 18,59    | 1      | 20,00  |
|                          | Mouvement populaire (MP)                      | 9 147    | 16,45    |        |        |
|                          | Parti de la justice et du développement (PJD) | 981      | 1,76     |        |        |
|                          | Union socialiste des forces populaires (USFP) | 937      | 1,68     |        |        |
|                          | Union constitutionnelle (UC)                  | 703      | 1,26     |        |        |
|                          | Parti du progrès et du socialisme (PPS)       | 609      | 1,10     |        |        |
|                          | Parti socialiste unifié (PSU)                 | 136      | 0,24     |        |        |
|                          |                                               |          |          |        |        |
| Total                    | Total                                         | 55 610   | 100,00   |        |        |
| Abstentions              | Abstentions                                   | 19 681   | 26,14    |        |        |
| Inscrits / Participation | Inscrits / Participation                      | 75 291   | 73,86    |        |        |

#### Séfrou
| Parti                    | Parti                                                       | Suffrage | Suffrage | Sièges | Sièges |
| Parti                    | Parti                                                       | #        | %        | #      | %      |
| ------------------------ | ----------------------------------------------------------- | -------- | -------- | ------ | ------ |
|                          | Rassemblement national des indépendants (RNI)               | 23 161   | 25,91    | 2      | 33,33  |
|                          | Parti authenticité et modernité (PAM)                       | 20 247   | 22,65    | 2      | 33,33  |
|                          | Union socialiste des forces populaires (USFP)               | 20 244   | 22,65    | 1      | 16,66  |
|                          | Parti de l'Istiqlal (PI)                                    | 9 369    | 10,48    | 1      | 16,66  |
|                          | Mouvement populaire (MP)                                    | 5 691    | 6,37     |        |        |
|                          | Parti du progrès et du socialisme (PPS)                     | 4 648    | 5,20     |        |        |
|                          | Parti de la justice et du développement (PJD)               | 1 443    | 1,61     |        |        |
|                          | Parti socialiste unifié (PSU)                               | 879      | 0,98     |        |        |
|                          | Parti de l'équité (PRE)                                     | 873      | 0,98     |        |        |
|                          | Alliance de la fédération de gauche (AGD)                   | 719      | 0,80     |        |        |
|                          | Parti de l'unité et de la démocratie (PUD)                  | 664      | 0,74     |        |        |
|                          | Front des forces démocratiques (FFD)                        | 490      | 0,55     |        |        |
|                          | Parti des Néo-Démocrates (PND)                              | 290      | 0,32     |        |        |
|                          | Parti de l'environnement et du développement durable (PEDD) | 261      | 0,29     |        |        |
|                          | Parti démocrate national (PDN)                              | 214      | 0,24     |        |        |
|                          | Parti travailliste (PT)                                     | 190      | 0,21     |        |        |
|                          |                                                             |          |          |        |        |
| Total                    | Total                                                       | 89 383   | 100,00   |        |        |
| Abstentions              | Abstentions                                                 | 49 886   | 35,82    |        |        |
| Inscrits / Participation | Inscrits / Participation                                    | 139 269  | 64,18    |        |        |

#### Taounate
| Parti                    | Parti                                         | Suffrage | Suffrage | Sièges | Sièges |
| Parti                    | Parti                                         | #        | %        | #      | %      |
| ------------------------ | --------------------------------------------- | -------- | -------- | ------ | ------ |
|                          | Rassemblement national des indépendants (RNI) | 73 854   | 36,18    | 3      | 30,00  |
|                          | Parti authenticité et modernité (PAM)         | 49 521   | 24,26    | 2      | 20,00  |
|                          | Parti de l'Istiqlal (PI)                      | 39 394   | 19,30    | 2      | 20,00  |
|                          | Parti du progrès et du socialisme (PPS)       | 15 636   | 7,66     | 2      | 20,00  |
|                          | Union socialiste des forces populaires (USFP) | 13 864   | 6,79     | 1      | 10,00  |
|                          | Parti de la justice et du développement (PJD) | 8 485    | 4,16     |        |        |
|                          | Alliance de la fédération de gauche (AGD)     | 2 276    | 1,12     |        |        |
|                          | Front des forces démocratiques (FFD)          | 1 077    | 0,53     |        |        |
|                          |                                               |          |          |        |        |
| Total                    | Total                                         | 204 107  | 100,00   |        |        |
| Abstentions              | Abstentions                                   | 77 848   | 27,61    |        |        |
| Inscrits / Participation | Inscrits / Participation                      | 281 955  | 72,39    |        |        |

#### Taza
| Parti                    | Parti                                         | Suffrage | Suffrage | Sièges | Sièges |
| Parti                    | Parti                                         | #        | %        | #      | %      |
| ------------------------ | --------------------------------------------- | -------- | -------- | ------ | ------ |
|                          | Parti authenticité et modernité (PAM)         | 29 681   | 20,61    | 2      | 22,22  |
|                          | Rassemblement national des indépendants (RNI) | 27 246   | 18,92    | 2      | 22,22  |
|                          | Parti de l'Istiqlal (PI)                      | 20 763   | 14,42    | 2      | 22,22  |
|                          | Mouvement populaire (MP)                      | 19 192   | 13,33    | 1      | 11,11  |
|                          | Parti du progrès et du socialisme (PPS)       | 15 374   | 10,68    | 1      | 11,11  |
|                          | Union constitutionnelle (UC)                  | 9 993    | 6,94     | 1      | 11,11  |
|                          | Union socialiste des forces populaires (USFP) | 6 630    | 4,60     |        |        |
|                          | Front des forces démocratiques (FFD)          | 5 625    | 3,91     |        |        |
|                          | Alliance de la fédération de gauche (AGD)     | 4 925    | 3,42     |        |        |
|                          | Parti de la justice et du développement (PJD) | 2 534    | 1,76     |        |        |
|                          | Parti de la renaissance (PAN)                 | 946      | 0,66     |        |        |
|                          | Parti socialiste unifié (PSU)                 | 753      | 0,52     |        |        |
|                          | Parti de la société démocratique (PSD)        | 356      | 0,25     |        |        |
|                          |                                               |          |          |        |        |
| Total                    | Total                                         | 144 018  | 100,00   |        |        |
| Abstentions              | Abstentions                                   | 105 796  | 42,35    |        |        |
| Inscrits / Participation | Inscrits / Participation                      | 249 814  | 57,65    |        |        |

### Répartition des sièges
| Parti | Parti | Ifrane | El Hajeb | Boulemane | Taza | Taounate | Sefrou | Fès | Meknès | Moulay Yaâcoub | Total |
| ----- | ----- | ------ | -------- | --------- | ---- | -------- | ------ | --- | ------ | -------------- | ----- |
|       | RNI   | 2      | 2        | 2         | 2    | 3        | 2      | 3   | 3      | 2              | 21    |
|       | PI    | 1      | 2        |           | 2    | 2        | 1      | 2   | 3      | 1              | 14    |
|       | PAM   |        |          |           | 2    | 2        | 2      | 2   | 1      | 2              | 11    |
|       | MP    | 2      |          | 2         | 1    |          |        |     | 2      |                | 7     |
|       | PPS   |        | 1        | 1         | 1    | 2        |        | 1   |        |                | 6     |
|       | USFP  |        |          |           |      | 1        | 1      | 1   |        |                | 3     |
|       | UC    |        |          |           | 1    |          |        |     | 2      |                | 3     |
|       | PJD   |        |          |           |      |          |        | 1   | 1      |                | 2     |
|       | FFD   |        |          |           |      |          |        | 2   |        |                | 2     |